# Aanzetsteen

Aanzetstenen in donkerder oranje.
1. grote spatkrachten met flauwe boog.
2. kleine spatkrachten met spitse boog

benamingen:
1. spanning of spanwijdte 2. rechtstand 3. porringpunt 4. top of kruin 5. pijl, porring of steek 6. aanzet 7. geboorte 8. buitenbooglijn 9. binnenbooglijn

Een aanzetsteen is de steen die aan de basis van een boog of gewelf ligt. Samen met de sluitsteen worden deze stenen ook soms voussoirs genoemd. 
Aanzetstenen zijn de eerste steen die in de aanzet of geboorte starten en met elkaar verbonden worden door een denkbeeldige lijn de aanzetlijn. Vanwege de plaats in de constructie hebben aanzetstenen een belangrijke functie om de krachten vanuit de overspanning te verwerken. Ze worden om die reden vaak uitgevoerd in natuursteen. Decoratie kan ook een motief zijn in de materiaalkeuze.